# Carlos Chiacchio
Carlos Chiacchio (Januária, 4 de junio de 1884-Salvador (Bahía), 17 de julio de 1947) fue un periodista, médico y escritor brasileño.

## Primeros años y educación
Hijo de Jacome Chiacchio y Patrícia Chiacchio, no tuvo hijos de su matrimonio con doña Maria Seixas Chiacchio.
De niño se trasladó a Salvador, donde estudió en las escuelas Spencer y Carneiro Ribeiro y en la Facultad de Medicina, doctorándose en 1910, tras defender su tesis sobre “Ador”.

## Carrera profesional
Chiacchio fue médico en Viação Férrea Federal Leste Brasileiro, en Lloyde Brasileiro y en la Comisión Federal de Estudios sobre la Construcción del Ferrocarril Machado Portela-Carinhanha y profesor de Filosofía en el Colégio 15 de Novembro e de Estudos Brasileños en la Escuela de Bellas Artes y Estética de la Facultad de Filosofía de la Universidad Federal de Bahía.
Colaboró durante dieciocho años (1918-1946) en el diario “A Tarde”, de Salvador, en cuya columna mantuvo semanalmente: la sección crítica titulada “Mens e Obras”.
En el periódico “O Imparcial” colaboró con Prisciliano Silva, Mário Cravo, Carlos Bastos y Genaro de Carvalho.

## Libros
- A Margem de uma Polêmica (1914)
- Os Grifos (1923)
- Infância (1938)
- Biocrítica (1941)
- Cronologia de Rui (1949)